# Smith & Wesson Model 1006
Smith & Wesson Model 1006 — американский самозарядный пистолет компании Smith & Wesson. Производится в нескольких вариантах (одиночного и двойного действия). Используется спецподразделениями полиции и ФБР.

## Описание
Model 1006 изготавливается из нержавеющей стали. Использует магазины на 9 патронов типа 10mm Auto. Автоматика пистолета работает за счет отдачи ствола при его коротком ходе. Запирание канала ствола осуществляется по схеме Браунинга. В качестве механизмов безопасности предусмотрены магазинный и неавтоматический предохранители, а также рычаг безопасного спуска курка. С пистолетом используются как фиксированный, так и устанавливаемый механический прицелы.
Модель 1006 стала первой в серии «тысячных моделей» третьего поколения самозарядных пистолетов: в этот модельный ряд входят также пистолеты Smith & Wesson моделей 1046, 1026, 1066, 1076 (образец ФБР) и 1086. Они считаются одними из самых надёжных и мощных пистолетов. В третье поколение также входят модели 5906, 4006 и 4506.

## Применение
Smith & Wesson Model 1076 из данного ряда известен как «пистолет ФБР»: Федеральное бюро расследований заказало 10 тысяч пистолетов для своих агентов. Поводом тому стала перестрелка (англ.) в Майами в 1986 году, когда погибли двое агентов, преследовавшие двух грабителей (ещё пять агентов ФБР были ранены). Тем не менее, ФБР получило всего 2400 экземпляров, после чего контракт был разорван.
В 1990 году полиция штата Вирджиния заключила контракт на поставку 1026 пистолетов Smith & Wesson Model 1026, и в июле вся партия была передана полицейским. Эта модель не отличалась от оригинальной 1076-й, за исключением удлинённого ствола и облегчённой перезарядки пистолета. В 1994 году полиция отказалась от этих пистолетов, приняв на вооружение SIG Sauer P228.

## Производство
Согласно данным компании Smith and Wesson, всего было произведено 50796 пистолетов данного типа под патрон 10mm Auto.
| Модель | Экземпляров |
| ------ | ----------- |
| 1006   | 26,978      |
| 1026   | 3,135       |
| 1046   | 151         |
| 1066   | 5,067       |
| 1076   | 13,805      |
| 1086   | 1,660       |